# روابط مصر و عربستان سعودی
روابط مصر و عربستان سعودی ، روابط جمهوری عربی مصر و پادشاهی عربستان سعودی. از نظر تاریخی، می‌توان روابط آنها را چندین قرن پیش به روابط رژیم‌های قبلی مصر - ایالت مصر بسیار مستقل در امپراتوری عثمانی و پادشاهی مصر و تجلیات اولیه قدرت سعودی/وهابی در شبه جزیره عربستان اشاره کرد.
عربستان سعودی و مصر هر دو کشورهایی با نفوذ بالا در جهان عرب هستند که مصر پرجمعیت‌ترین کشور عربی و عربستان سعودی عضو گروه ۲۰ است.
بر اساس نظرسنجی جهانی در سال ۲۰۱۳، ۷۸ درصد از مردم مصر دیدگاه مطلوبی نسبت به عربستان سعودی ابراز کرده‌اند و تنها ۱۹ درصد آنها نظر نامطلوبی را ابراز کرده بودند.

### محمدعلی
بین سالهای ۱۸۱۸ و ۱۸۱۱ ابراهیم پاشا، پسر محمدعلی ، فرماندار مصر، به نمایندگی از پادشاه عثمانی، علیه امارت دیریه - همان‌طور که نخستین دولت سعودی شناخته می‌شد - رهبری کرد. ابراهیم پاشا حجاز و نجد را اشغال و نخستین دولت سعودی را به پایان رساند.

### قرن بیستم
در سال ۱۹۲۴، ملک عبدالعزیز تلاش کرد تا روابط خود را با مصر بهبود بخشد و در مراسم گشایش نخستین پارلمان مصر، نامه ای به شاه فؤاد فرستاد. با این حال، روابط بین دو دولت پس از سال ۱۹۲۶ به دلایل متعددی از جمله مسئله خلافت متشنج شد و تا سال ۱۹۳۶ باقی ماند. در ۷ مه ۱۹۳۶ پیمانی توسط مصر و عربستان سعودی در قاهره امضا شد که شامل به رسمیت شناختن عربستان سعودی به عنوان یک کشور مستقل از سوی مصر بود. این معاهده روابط را عادی کرد و روابط دیپلماتیک بین دو کشور را آغاز کرد.

### دوران جمال عبدالناصر
در سالهای پس از انقلاب مصر روابط بین مصر و عربستان سعودی صمیمی بود، ناشی از سوء ظن متقابل نسبت به حاکمیت هاشمیان در اردن و (به ویژه) عراق در آن زمان و ادامه اتحاد ضد هاشمی توسط پادشاه عبدالعزیز. عربستان، فاروق پادشاه مصر و شکری قوتلی رئیس‌جمهور سوریه پس از تأسیس اتحادیه عرب در ۱۹۴۵، ناصر و ملک سعود برای محدود کردن دسترسی به پیمان بغداد، که به نظر آنها برای افزایش نفوذ عراق هاشمی طراحی شده بود، همکاری کردند. در نتیجه، دو کشور در سال ۱۹۵۵ یک پیمان نظامی دوجانبه امضا کردند و تلاش کردند تا با موفقیت از پیوستن اردن به پیمان بغداد جلوگیری کنند. مصر دخالت گسترده‌ای در ارتش، اقتصاد و سیستم آموزشی عربستان داشت. با این حال، این اتحاد با نگرانی‌های عربستان در مورد ارتقای نیروهای ضد سلطنتی دولت مصر در جهان عرب (از جمله کشف جنبش افسران آزاد سعودی به سبک مصری و افزایش ناآرامی‌های کارگری) تضعیف شد. حرکت فزاینده مصر به سمت اتحاد جماهیر شوروی و تلاش‌های عراق و متحدان غربی آن از جمله ایالات متحده برای ایجاد اختلاف بین دو کشور. در سال ۱۹۵۸ این وخامت روابط منجر به این شد که پادشاه عربستان ۱٫۹ میلیون پوند رشوه به عبدالحمید السراج، رئیس اطلاعات سوریه در آن زمان و بعداً نایب رئیس‌جمهور جمهوری متحده عربی، ارائه دهد تا ناصر ترور شود

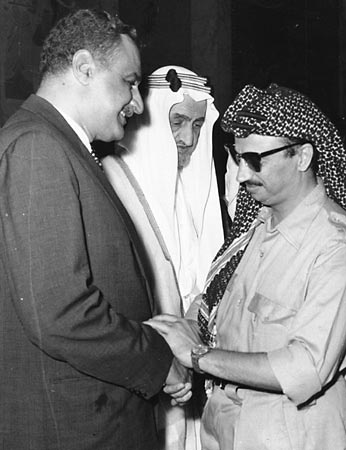
جمال عبدالناصر، رئیس‌جمهور مصر ، ملک فیصل و یاسر عرفات رئیس سازمان آزادیبخش فلسطین در سال ۱۹۷۰ ملاقات کردند.

بنابراین در زمان جمال عبدالناصر، مصر با حمایت اتحاد جماهیر شوروی نماینده جنبش عدم تعهد و پان عربیسم مدافع اسمی سکولاریسم و جمهوری‌خواهی بود. سعودی‌ها در مقابل حامیان قوی سلطنت مطلقه و تئوکراسی اسلامی بودند و به‌طور کلی به دولت‌های انگلستان و ایالات متحده نزدیک بودند. این بدان معنا بود که رقابت عربستان و مصر یکی از موضوعات متعدد جنگ سرد عرب بود، که به عنوان مثال در جنگ داخلی یمن شمالی آشکار شد، که در آن حامیان ناصری  حکومت نظامی به رهبری عبدالله سلال سلطنت یمن حامیان عربستان را سرنگون کرد.

### دوران انور سادات
مصر همچنین هنگامی که به عنوان نخستین کشور عربی که با اسرائیل صلح کرد، مورد مخالفت عربستان قرار گرفت. با این حال، روابط بین مصر و عربستان سعودی در زمان حکومت سادات به میزان قابل توجهی گرم شد و سعودی‌ها نقش اساسی در ترغیب سادات به انجام اخراج ۲۰۰۰۰ مشاور نظامی شوروی از مصر در سال ۱۹۷۲ ایفا کردند. سعودی‌ها همچنین مبلغی را که در اوایل دهه ۱۹۷۰ به عنوان یارانه به مصر ارسال می‌کردند، دو برابر کردند و به ۲۰۰ میلیون دلار در سال رساندند، از طرفی مصری‌ها هواپیماهای جنگنده میراژ فرانسوی خریداری کردند تا وابستگی آنها به فناوری نظامی شوروی کاهش یابد و وام‌های کم بهره به آنها ارائه شود. در سال ۱۹۷۳ دولت مصر و عربستان سعودی همچنین جنگ یوم کیپور را با تحریم نفتی اوپک علیه متحدان غربی اسرائیل هماهنگ کردند که منجر به بحران نفتی شد. سادات پس از درخواست عربستان برای بازسازی هزاران نفر از اعضای جنبش که در زندان یا تبعید بودند، که بسیاری از آنها در عربستان سعودی پناهندگی گرفته بودند، با ممنوعیت فعالیت‌های اخوان المسلمین موافقت کرد.

### دوران حسنی مبارک
بر خلاف وضعیت در زمان ناصر، مصر دوران مبارک، دیکتاتوری محافظه کار که با ایالات متحده دوست بود - دیگر نماینده قطبی ایدئولوژیک یا سیاسی در مقابل عربستان نبود. با این وجود، رقابت بین دو کشور همچنان وجود داشت، که خواهان برتری در جهان عرب به‌طور کلی و هم در بین متحدان عرب ایالات متحده به‌طور خاص بودند. به عنوان نمونه، این رقابت زمانی نمایان شد که باراک اوباما، رئیس‌جمهور آمریکا در سال ۲۰۰۹، بلافاصله پس از به قدرت رسیدن، یک سفر در خاورمیانه انجام داد. سعودی‌ها از انتخاب اوباما برای قاهره به عنوان محل برگزاری یک سخنرانی کلیدی در سیاست انتقاد کردند و مقامات وزارت امور خارجه خود را با پیگیری سخنرانی در قاهره با یک سفر رئیس‌جمهور برجسته از پایتخت عربستان سعودی تلاش کردند تا آنها را تقویت کنند.
در جریان انقلاب مصر، عبدالله پادشاه عربستان از حسنی مبارک حمایت کرد. "هیچ عرب و مسلمانی نمی‌تواند هرگونه دخالت در امنیت و ثبات مصر و مسلمانان را که به نام آزادی بیان به مردم نفوذ کرده و از آن برای تزریق نفرت مخرب خود استفاده کرده‌اند، تحمل کند. در حالی که آنها این امر را محکوم می‌کنند، پادشاهی عربستان سعودی و مردم و دولت آن اعلام می‌کنند که با تمام منابع خود در کنار دولت مصر و مردم آن است. " وی گفت «افرادی را که تلاش کردند امنیت و ثبات مصر را بر هم بزنند» محکوم می‌کنیم.

### ۲۰۱۱-تا کنون
پس از انقلاب مصر، روابط دو کشور به شدت رو به وخامت گذاشت.

### اعتراض در فرودگاه جده
در ۹ آوریل ۲۰۱۱، صدها نفر از مصری‌ها در اعتراض به بدرفتاری حجاج عمره توسط خطوط هوایی عربستان سعودی و مقامات فرودگاه بین‌المللی ملک عبدالعزیز در جده، در سفارت عربستان در قاهره تجمع کردند. آنها می‌خواستند هشام ناظر سفیر عربستان فوراً از کشور خارج شود. معترضان استدلال می‌کردند که فرودگاه به اندازه کافی پروازهای برگشت به مصر را برای عید فطر پس از آنکه هزاران نفر در این کشور گرفتار شده بودند، ترتیب نداد. آنها همچنین از نحوه برخورد مقامات خطوط هوایی عربستان سعودی با حجاج در فرودگاه ابراز نارضایتی کردند و به دخالت مقامات سعودی در امور مصر در طول انقلاب اعتراض کردند.

### سال ۲۰۱۲ بستن سفارت عربستان سعودی
در پی اعتراضات مصری‌ها به بازداشت احمد الغزاوی وکیل مصری در عربستان، در ۲۸ آوریل ۲۰۱۲، عربستان سعودی تعطیلی سفارت خود در قاهره و کنسولگری‌های خود در اسکندریه و سوئز را اعلام کرد

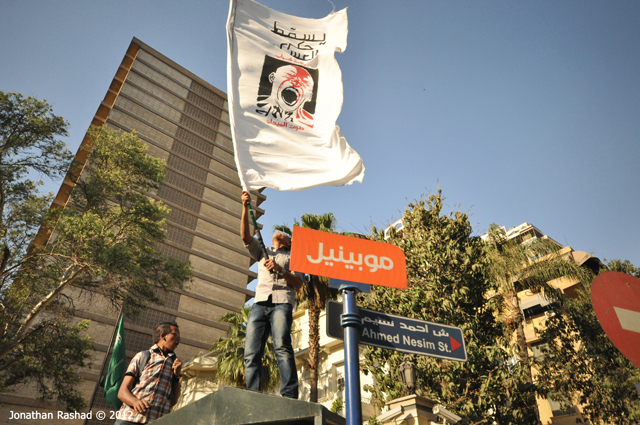
یک معترض در مقابل سفارت عربستان در قاهره پرچمی را در دست دارد که می‌گوید "مرگ بر حکومت نظامی"

در آوریل سال ۲۰۱۲، الغزاوی مدت کوتاهی پس از ورود خود در عربستان سعودی، که برخی از آن بود چرا که او بدنام بازداشت شد ملک عبدالله با طرح دعوی در دادگاه جنوبی قاهره علیه شاه عبدالله پادشاه عربستان به نمایندگی از شهروندان مصری که بدون اتهام در برگزار زندانهای عربستان مقامات سعودی اعلام کردند که وی در ۱۷ آوریل در فرودگاه بین المللی ملک عبدالعزیز در نزدیکی جده به دلیل داشتن ۲۱۰۰۰ قرص ضد اضطراب آلپرازولام، که در این کشور ممنوع است، دستگیر شد. آنها ابراز تردید کردند که او قصد سفر حج دارد، زیرا لباس معمولی سفید حجاج بر تن نداشت. به گفته همسرش، وی پس از رسیدن به حج (عمره) به‌طور غیابی به یک سال زندان و ۲۰ ضربه شلاق محکوم شد.
حدود ۱۰۰۰ معترض مصری در ۲۷ آوریل در مقابل سفارت عربستان در قاهره تظاهرات کردند و خواستار آزادی الغزاوی و دیگر مصری‌های اسیر در زندان‌های سعودی شدند. در پی اعتراضات، مقامات سعودی از تعطیلی سفارت عربستان و دیگر کنسولگری‌های این کشور در مصر خبر دادند. محمد حسین طنطاوی، رئیس شورای نظامی مصر، گفت: مصر در حال تلاش برای رفع اختلاف با عربستان سعودی بر سر این تصمیم غافلگیر کننده است. ناظران می‌گویند این بدترین خرابی در روابط بین دو کشور از زمان قطع روابط عربستان سعودی با مصر در سال ۱۹۷۹ است.
بلافاصله پس از حادثه سفارت، عربستان سعودی اعلام کرد که سفیر خودش احمد عبدالعزیز کاتان و نماینده وی را پس از تلاش‌های تند سیاستمداران مصری، از ترس از دست دادن کمک‌ها، برای جلب رضایت سعودی به مصر بازمی‌گرداند. ملک عبدالله گفت که «نمی‌تواند اجازه دهد این بحران گذرا به مدت طولانی ادامه یابد».
در ۱۰ مه ۲۰۱۲، سفیر کاتان اعلام کرد که عربستان با پیشنهاد ۵۰۰ میلیون دلار کمک به مصر موافقت کرده و یک میلیارد دلار دیگر به بانک مرکزی این کشور به عنوان بخشی از بسته حمایتی ۲٫۷ میلیارد دلاری که در سال ۲۰۱۱ توافق کرده بودند، واریز می‌کند. عربستان سعودی همچنین ۲۵۰ میلیون دلار بوتان به مصر که با کمبودهای مداوم سوخت روبرو است و همچنین ۲۰۰ میلیون دلار آمریکا برای کمک به شرکت‌های کوچک و متوسط صادر می‌کند. این کمک مالی بخشی از اقدام چندین کشور خلیج فارس برای ارسال یک بسته بزرگ کمک به مصر بود.

### دیدار مرسی
نخستین سفر رسمی محمد مرسی، رئیس‌جمهور مصر، در ژوئیه ۲۰۱۲ به عربستان سعودی بود، اگرچه وی نامزد ریاست جمهوری اخوان المسلمین بود که نظرات وی کاملاً با دیدگاه‌های دولت سعودی مطابقت نداشت. در آن زمان، جمال خاشقجی، روزنامه‌نگار سعودی اظهار داشت که عربستان سعودی یک کشور عمل گرا است و هر کسی که رئیس‌جمهور مصر باشد، دولت سعودی از این واقعیت آگاه است که باید روابط خوبی با این کشور حفظ کند.

### پس از ژوئیه ۲۰۱۳
عربستان سعودی یکی از کشورهای مختلف بود که به صراحت از انتصاب دولت موقت پس از برکناری مرسی در ژوئیه ۲۰۱۳ از سمت خود استقبال کرد. روابط دو کشور خیلی زود بسیار بهبود یافت.
در آوریل ۲۰۱۶، ملک سلمان پادشاه عربستان سعودی سفری پنج روزه به مصر داشت و طی آن دو کشور موافقت نامه‌های اقتصادی به ارزش تقریبی ۲۵ میلیارد دلار امضا کردند و همچنین توافق کردند که " تیران " و "صنافیر"، دو جزیره تحت مدیریت مصر "بازگردانده شوند". خلیج عقبه به کنترل عربستان درآید که انتقال جزایر باعث واکنش شدید مصر در رسانه‌های اجتماعی و رسانه‌های داخلی از جمله رسانه‌هایی شد که از عبدالفتاح السیسی، رئیس‌جمهور مصر حمایت جدی می‌کردند.
مصر همچنین در بحران دیپلماتیک قطر از موضع عربستان به شدت حمایت کرده‌است.
در سال ۲۰۱۹، عربستان سعودی مبلغ ۷ میلیون دلار برای پروژه‌های عمرانی در مصر متعهد شد.
در ماه مه ۲۰۲۱، سفارت عربستان سعودی در مصر گفت که شهروندانی که به مصر سفر می‌کنند باید در بدو ورود ویزا را با قیمت ۲۵ دلار خریداری کنند و می‌توانند بلافاصله در بدو ورود هزینه را پرداخت کنند.